# Arbre de Brazza
L'Arbre de Brazza est un baobab historique situé dans le village de Moukondo, près de Dolisie, dans le département du Niari, au sud de la République du Congo. Ce site est associé à l'explorateur franco-italien Pierre Savorgnan de Brazza, qui aurait marqué son passage en y gravant ses initiales lors de son expédition en 1887,.

## Histoire
Selon la tradition locale, en 1887, lors de son retour vers l'Europe après une expédition au Congo, Pierre Savorgnan de Brazza, s'arrêta sous ce baobab avec ses compagnons, dont Albert Dolisie, Charles de Chavannes et le Dr Ballay. Il y aurait gravé les initiales "EB" (Explorateur Brazza) et la date "1887" sur le tronc de l'arbre.
Au fil des décennies, l'arbre est devenu un lieu de passage pour les voyageurs, les touristes et les habitants, qui y ont inscrit leurs noms, transformant le baobab en un véritable livre d'or vivant.

## Aménagement et valorisation
En 2023, l'association "Bana Dol" a lancé un projet de réhabilitation du site, nommé Espace Denis-Sassou-N'Guesso "Le Prince", en hommage au président congolais Denis Sassou N'Guesso, qui aurait également gravé son surnom "Prince" sur l'arbre dans les années 1950, alors qu'il étudiait dans la région,.
Le projet comprend l'aménagement d'un jardin public, la construction d'un marché semi-moderne et d'une école primaire avec six salles de classe, un bloc administratif, des logements pour les enseignants et une salle multimédia . L'inauguration officielle du site a eu lieu en décembre 2024, en présence de plusieurs personnalités locales.

## Signification culturelle et touristique
L'Arbre de Brazza est devenu une attraction touristique majeure sur la route nationale 1, reliant Pointe-Noire à Brazzaville. Il symbolise à la fois le patrimoine historique de la région et la mémoire collective des voyageurs qui y ont laissé leur empreinte. Le site est également un lieu de rassemblement pour les habitants de Moukondo et des environs, renforçant le sentiment d'identité locale.